# 1919年—1945年德國軍用飛機列表
這個軍用機列表主要是介紹德國軍用航空器，從1919年橫跨到1945年，其中包含了第二次世界大戰；分類的標準主要是以製造商與用途作為界定。

## 戰鬥機與攔截機
- 都尼爾Do 10，（Do C1） 戰鬥機 （原型機無量產），1931
- 都尼爾Do 29，重型戰鬥機 （原型機無量產）
- 都尼爾Do 335 Pfeil 天箭（Arrow），戰鬥機-轟炸機（推拉式發動機裝置）
- 都尼爾Do 435
- 都尼爾Do 635
- 费舍尔Fi 98，雙翼飛機，1936
- 福克-沃爾夫Fw 57，重型戰轟機 （原型機無量產）
- 福克-沃爾夫Ta 152，戰鬥機 （derived from Fw 190）
- 福克-沃爾夫Ta 154 Moskito（蚊子），夜間戰鬥機
- 福克-沃爾夫Fw 159，戰鬥機（只有一架原型機）
- 福克-沃爾夫Ta 183，噴射發動機 戰鬥機 （原型機無量產）
- 福克-沃爾夫Fw 187 Falke 獵鷹式（Falcon），重型戰鬥機
- 福克-沃爾夫Fw 190 Würger百舌鳥（butcher-bird），戰鬥機
- 福克-沃爾夫FW Triebflügel，戰鬥機 （僅在概念階段）
- 亨克He 37，戰鬥機 （雙翼飛機）
- 亨克He 38，戰鬥機 （雙翼飛機）
- 亨克He 43，戰鬥機 （雙翼飛機）
- 亨克He 49，戰鬥機 （雙翼飛機）
- 亨克He 51，戰鬥機 ＋ 近距離支援機（雙翼飛機）
- 亨克He 100，戰鬥機
- 亨克He 112，戰鬥機
- 亨克He 113，（He 100的虛假宣傳代號）
- 亨克He 162 Volksjäger （國民战斗机），戰鬥機 （喷气發動機）
- 亨克He 219 Uhu （貓頭鷹），夜間戰機
- 亨克He 280，戰鬥機 （噴射引擎式發動機）
- 亨舍尔Hs 121，戰鬥教練機 （原型機無量產）
- 亨舍尔Hs 124，重型戰轟機 （原型機無量產）
- 亨舍尔Hs 125，戰鬥教練機 （原型機無量產）
- 霍顿Ho 229，飛翼型戰鬥機
- 容克斯Ju 248，Me 163的改進版本
- 梅塞希密特Bf 109，戰鬥機 （和Me 109是同一種飛機）
- 梅塞希密特Bf 110，重型戰鬥機 ＋ 夜間戰鬥機
- 梅塞希密特Me 163 Komet （彗星），火箭引擎式攔截機
- 梅塞希密特Me 209，戰鬥機 ＋ 競速記錄機 （原型機無量產）
- 梅塞希密特Me 209-II，戰鬥機 （原型與 Me 209 完全不同）
- 梅塞希密特Me 210，重型戰鬥機 ＋ 偵察機
- 梅塞希密特Me 262 Schwalbe（燕式）戰鬥機 ＋ 攻擊機（噴射引擎式發動機）
- 梅塞希密特Me 263，火箭引擎式攔截機
- 梅塞希密特Me 265，重型戰鬥機 （原型機無量產）
- 梅塞希密特Me 309，戰鬥機 （原型機無量產）
- 梅塞希密特Me 328，噴射 戰鬥機/攻擊機（原型機無量產）
- 梅塞希密特Me 329，重型戰鬥機 （原型機無量產）
- 梅塞希密特Me 410 Hornisse （大黃蜂），重型戰鬥機 ＋ 偵察機
- 梅塞希密特Me 609 重型戰轟機 （只停留在紙上設計階段）

## 轟炸機與地面攻擊機
- 阿拉多Ar 66，教練機 ＋ 夜間地面攻擊機
- 阿拉多Ar 234 Blitz （闪电），轟炸機（噴射發動機）
- 阿拉多E-555 轟炸機（僅在圖紙階段）
- 布洛姆-福斯Ha 140，魚雷轟炸機水上飛機（只有原型階段）
- 都尼爾Do 11，（Do F） 中型轟炸機，1931
- 都尼爾Do 13，中型轟炸機，1933
- 都尼爾Do 17 Fliegender Bleistift （飞行铅笔），轟炸機 ＋ 偵測 ＋ 夜間-戰鬥機
- 都尼爾Do 18，轟炸機 ＋ 偵察機水上飛機，1935
- 都尼爾Do 19，四引擎重型轟炸機（只有原型機）
- 都尼爾Do 22，魚雷轟炸機+海軍偵察機
- 都尼爾Do 23，轟炸機
- 都尼爾Do 215，轟炸機+夜間戰鬥機
- 都尼爾Do 217，轟炸機+夜間戰鬥機
- 都尼爾Do 317
- 费舍尔Fi 167，艦載魚雷轟炸機+偵察機（雙翼機）
- 福克-沃爾夫Fw 42，原型轟炸機
- 福克-沃爾夫Fw 191，重型轟炸機原型機
- 福克-沃爾夫Ta 400，長程轟炸機
- 亨克He 45，轟炸機 ＋ 教練機
- 亨克He 50，偵察機 ＋ 俯衝轟炸機（雙翼機）
- 亨克He 111，轟炸機
- 亨克He 177 Greif （狮鹫），長程轟炸機
- 亨克He 274，高空轟炸機
- 亨克He 277，高空轟炸機
- 亨克He 343，噴射轟炸機/偵察機，只有在設計階段
- 亨舍尔Hs 123，攻擊機 (雙翼機), 曾外銷12架給中國
- 亨舍尔Hs 127，噴射發動機 轟炸機（只有原型階段）
- 亨舍尔Hs 129，攻擊機
- 亨舍尔Hs 130，高空偵察機 ＋ 轟炸機（噴射引擎） （只有原型階段）
- 亨舍尔Hs 132，俯衝轟炸機（噴射發動機） （只有原型階段）
- 希特Hü 136，俯衝轟炸機（只有原型階段）
- 容克Ju 86，轟炸機 ＋ 超高空偵察機
- 容克Ju 87 「斯圖卡」（Stuka），俯衝轟炸機 ＋ 攻擊機
- 容克Ju 88，轟炸機 ＋ 偵察機 ＋ 夜間戰鬥機
- 容克Ju 89，重型轟炸機（只有原型階段）
- 容克Ju 90，轟炸機（只有原型階段）
- 容克Ju 187，俯衝轟炸機（原型機） （只有原型階段）
- 容克Ju 188，Rächer （复仇者），轟炸機 ＋ 偵測
- 容克Ju 287，重型轟炸機（噴射發動機） （只有原型階段）
- 容克Ju 288，轟炸機（只有原型階段）
- 容克Ju 290，長程轟炸機 ＋ 侦察机
- 容克Ju 390，長程轟炸機（只有原型階段）
- 容克Ju 488，重型轟炸機
- 容克EF 132，重型轟炸機
- 梅塞希密特Bf 162，轟炸機（只有原型階段）
- 梅塞希密特Me 264 Amerika-Bomber （對美国轟炸機），長程轟炸機（只有原型階段）

## 巡邏與偵察機
- 阿拉多Ar 95，海岸巡逻 ＋ 攻擊机（雙翼水上机）
- 阿拉多Ar 196，艦載偵察 ＋ 海岸巡逻（水上机）
- 阿拉多Ar 198，偵察機
- 阿拉多Ar 231，折叠翼U型潜艇用侦察机（只有原型階段）
- 布洛姆-福斯Bv 138 Fliegende Holzschuh，水上飛機 （早期型号代号为Ha 138）
- 布洛姆-福斯Bv 141，偵察機（不对称布局）
- 布洛姆-福斯Blohm und Voss Bv 142，偵察機 ＋ 運輸機
- 布洛姆-福斯BV 222 远程水上机
- 布洛姆-福斯Bv 238，水上飛機 （原型機
- DFS 228，火箭動力偵察機（只有原型）
- 都尼爾Do 16，旧称Do J，也被称为Wal （鲸鱼），偵察機水上飛機
- 都尼爾Do 18 偵察機水上飛機
- 都尼爾Do 24 偵察機水上飛機
- 费舍尔Fi 156 Storch （鹳），短距起降观察機
- 福克-沃爾夫Fw 62，艦載偵察機（雙翼水上机）
- 福克-沃爾夫Fw 189 Eule （猫头鹰），偵察機
- 福克-沃爾夫Fw 200 Kondor （兀鹫），運輸機 ＋水上巡逻-轟炸機
- 福克-沃爾夫Fw 300 Fw 200的远程型号提案
- 哥达Go 147，短距起降偵察機（只有原型機）
- 亨克He 46，偵察機
- 亨克He 59，偵察機（水上雙翼機）
- 亨克He 60，艦載偵察機（雙翼水上机）
- 亨克He 114，水上偵察機
- 亨克He 116，運輸機 ＋ 偵察機
- 亨舍尔Hs 126，偵察機
- 希特Hü 211，偵察機+夜間戰鬥機
- 容克Ju 388 Störtebeker，偵察機 ＋ 夜間-戰鬥機
- 梅塞希密特Bf 163 短距起降侦察机（只有原型機）
- 梅塞希密特Me 261，長程偵察機
- 梅塞希密特Me 321 巨人，重型滑翔運輸機
- 梅塞希密特Me 323 Me 321的动力型
- 赛贝尔Si 201，短距起降偵察機（只有原型機）

## 運輸機和多用途飛機
- 阿拉多Ar 232 Tausendfüssler，運輸機
- 布洛姆-福斯Ha 139，長程水上机
- 布洛姆-福斯Bv 144，運輸機
- 布洛姆-福斯Bv 222 Wiking （维京），運輸機 水上飛機
- DFS 230，運輸滑翔机
- DFS 331，運輸滑翔机（只有原型機）
- 都尼爾Do 12，Libelle 水上机
- 都尼爾Do 14，水上机（只有原型機）
- 都尼爾Do 26，運輸機 水上飛機
- 都尼爾Do 214，運輸機 水上飛機 （只有原型機）
- 哥达Go 146，小型雙引擎運輸機，1935
- 哥达Go 242，運輸滑翔机
- 哥达Go 244，運輸機
- 哥达Go 345，突击滑翔机
- 哥达Ka 430，運輸滑翔机
- 亨克He 70， "Blitz" （闪电），單引擎運輸機 ＋ 邮政机，1932
- 亨克He 115，通用水上机
- 容克Ju 52 Tante Ju （Ju大妈），運輸機 ＋ 轟炸機
- 容克Ju 252，運輸機
- 容克Ju 322，運輸滑翔机
- 容克Ju 352 Herkules （大力神），運輸機
- 容克W34，運輸機
- 克莱姆Kl 31，單引擎運輸機，1931
- 克莱姆Kl 32，單引擎運輸機，1931
- 克莱姆Kl 36，單引擎運輸機，1934
- 梅塞希密特Me 321 Gigant （巨人），運輸滑翔机
- 梅塞希密特Me 323，運輸機. Me 321的有动力型
- 赛贝尔Fh 104 Hallore，中型運輸機
- 赛贝尔Si 204，運輸機 ＋ 空乘人员教練機

## 直升機
- Fa 223 龍式軍用直升機
- Fl 282直昇機

## 教練機
- 信天翁Al 101
- 信天翁Al 102
- 信天翁Al 103
- 阿拉多Ar 69，教練機 （雙翼機） （只有原型機），1933
- 阿拉多Ar 96，教練機
- 阿拉多Ar 199，水上教練機
- 阿拉多Ar 396，教練機
- 比克尔Bü 131 Jungmann （青年人），雙翼教練機
- 比克尔Bü 133 Jungmeister （青年冠军），教練機 ＋ 雙翼特技機
- 比克尔Bü 180 Student （学员），教練機
- 比克尔Bü 181 Bestmann （伴郎），教練機 ＋ 運輸機
- 比克尔Bü 182 Kornett （Ensign），教練機
- 费舍尔Fi 5 （F-5） 特技运动机 ＋ 教練機，1933
- 福克-沃爾夫Fw 44 Stieglitz （金翅雀），雙翼教練機
- 福克-沃爾夫Fw 56 Stösser （隼鹰），教練機 （单翼伞翼机）
- 福克-沃爾夫Fw 58 Weihe （风筝），運輸機 ＋ 教練機
- 哥达Go 145，教練機
- 亨克He 72 Kadett（学员），教練機
- 亨克He 74，戰鬥機 ＋ 高级教練機 （只有原型機）
- 亨克He 172，教練機 （只有原型機）
- 克莱姆Kl 35，运动机 ＋ 教練機，1935
- 梅塞希密特Bf 108 Taifun（台风），教練機 ＋ 運輸機
- 赛贝尔Si 202 "Hummel"（野蜂） 运动机＋ 教練機，1938

## 實驗與研究用飛機
- 福克-沃爾夫FW Triebflügel，戰鬥機 （僅在概念階段）
- DFS 39，李比希（Lippisch）博士設計的無尾飛機
- DFS 40，李比希（Lippisch）博士設計的無尾飛機
- DFS 194，火箭動力測試機，Me 163的前型
- DFS 228，火箭動力高空長程偵察機原型機
- DFS 332
- DFS 346，超音速測試機（只有不完整的原型圖）
- 格平根Gö 9，Do 335 天箭（Pfeil）的改良設計機
- 亨克He 176，火箭引擎實驗機（只有原型階段）
- 亨克He 178，噴射發動機實驗機
- 亨克Lerche，垂直起降測試機
- 亨克Wespe，垂直起降測試機
- 利佩什P.13a，三角翼沖壓噴氣戰鬥機.
- 梅塞希密特Me P.1101，可變翼噴射戰鬥機.
- 霍頓Ho 229戰鬥機